# Снежное

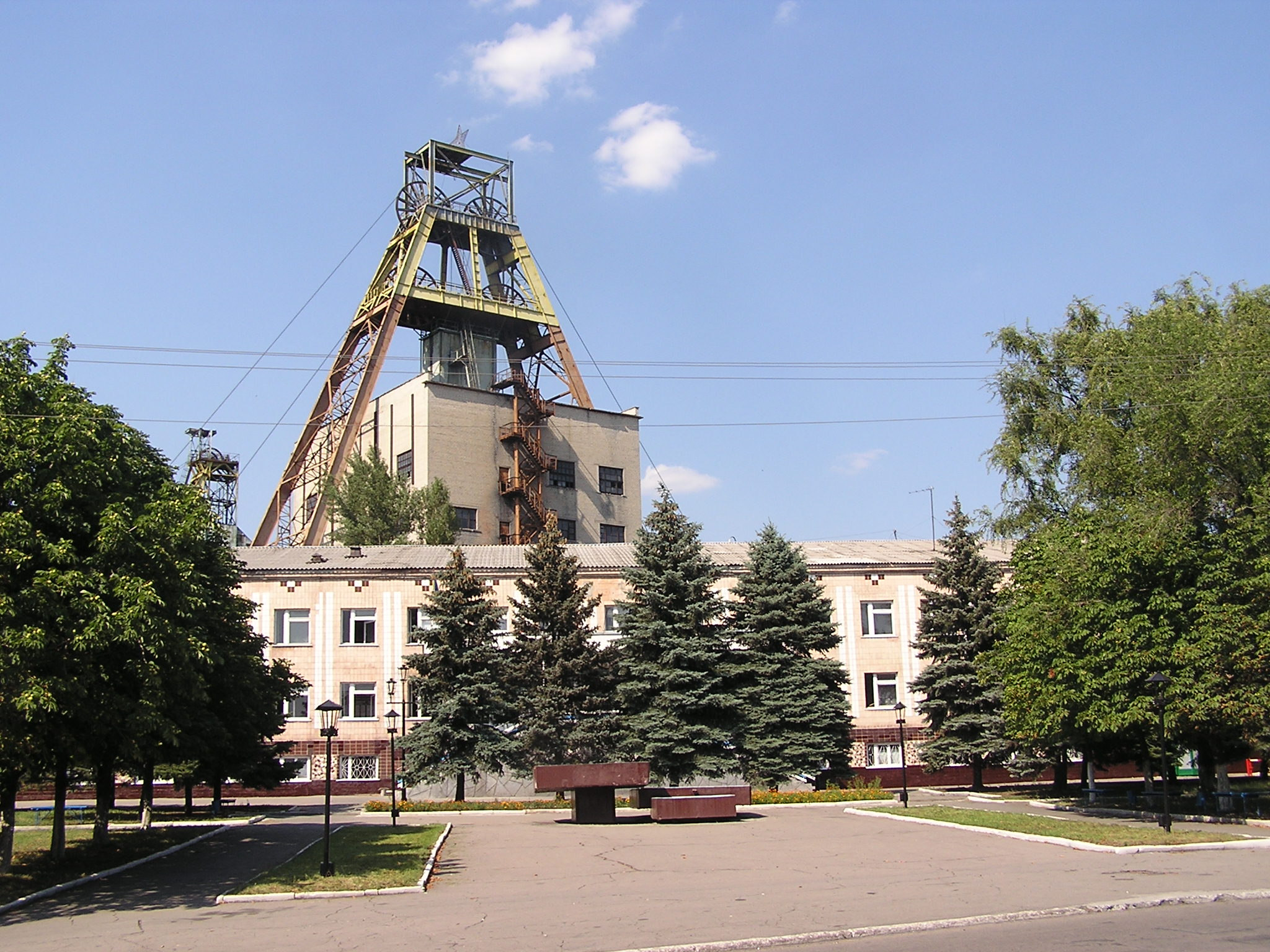
Шахта № 9 «Ударник»

Снежно́е (укр. Сніжне́; до 1864 — Васи́льевка) — город в Горловском районе Донецкой области Украины, административный центр Снежнянской городской общины. С 2014 года находится под контролем самопровозглашённой Донецкой Народной Республики, где признается административным центром Снежнянского горсовета.

## История
По легенде название город получил от российской императрицы Екатерины II, которая, проезжая в этих краях, воскликнула «Какое снежное место».
Основан в 1784 году казачьим старшиной Иваном Васильевым как постоялый двор на месте балки Погорелой возле «Снежного места». В 1820-х годах в поселении Васильевка проживало 360 человек (112 дворов). В их использовании было 177 десятин земли. Посёлок входил в Новопавловскую волость Таганрогского градоначальства Области Войска Донского. Местные жители занимались преимущественно земледелием, производили они и строительный кирпич, выжигали древесный уголь.
В 1864 году посёлок получил современное название. С 1900 года в районе стали добывать уголь. С разрешения правительства русские и иностранные капиталисты скупали у местных помещиков и кулаков земельные участки для закладки шахт. Так возникли шахты сахарозаводчика Бродского, фабриканта Прохорова, купца Ивонина, предпринимателя Кольберга и других. Разрабатывать антрацитовые залежи пытались и богатые крестьяне, арендовавшие участки земли у своих односельчан. В 1900 году между Снежнянской сельской общиной и крестьянами Е. К. Суховерховым и Г. Т. Кукояшным был заключён договор, по которому община продала им участок для закладки шахт.
В 1908 году открыта шахта «Снежнянский антрацит» (позже — шахта № 1), «Снежнянский рудник» (позже — шахта № 8), Прохоровской Трёхгорной мануфактуры (позже — шахта № 9), в 1909 году — шахта горного мастера Кащеева, а позже — Шварцевское рудоуправление. Около шахт выросли рабочие поселки. В 1913 году заложен рудник «Ремовский антрацит», купленный вскоре помещиком Бесчинским (позже — шахта № 4). К этому году в Снежном проживало 863 человека, их обслуживали фельдшерский пункт, две школы. До революции созданы также шахты пригородов Снежного, в том числе будущего Политотдельского поссовета: шахты № 15 и 16 (дореволюционное название — Эрастовские копи), а также шахта Кольберга (сейчас — пгт Первомайский).
В мае 1920 года образованы Снежнянский и Ремовский поселковые советы. В советское время стал формироваться центр города — на месте рабочего посёлка шахты № 9. В 1927 году заложена и в 1930 сдана в эксплуатацию крупнейшая шахта № 18 «Американка» (позже — имени Сталина, центр города Новый Донбасс Снежнянского района).
Впервые в Советском Союзе в ноябре 1930 года в Снежном было организовано трудовое соревнование среди шахт. Горняки шахты № 9 (ныне ордена Ленина шахта «Ударник») и шахта № 10 (ныне ордена Трудового Красного Знамени шахта «Снежнянская») подписали договор о трудовом соперничестве между двумя коллективами за право победителю зажечь красную звезду на копре шахты. Победителем стал коллектив шахты № 9, который впервые в СССР зажёг рубиновую звезду на копре своей шахты в январе 1931 года.
В данное соревнование включились горняки Донбасса и других угольных регионов страны. Таким образом, город Снежное является родиной краснозвездного движения в Советском Союзе. Коллективы, которые выполняли плановые задания, зажигали на своих копрах рубиновые звезды, как символ доблести, героики и престижности шахтерского труда. Впоследствии инициаторы трудового соревнования между шахтами были отмечены высокими правительственными наградами.
В 1931 году вступили в строй шахты современного пгт Северное: № 32 «Вентиляционная» и № 33 «Подъёмная». В 1933 году — шахты № 21, 22, 27.
25 июня 1936 года из части Чистяковского района образован Снежнянский район. В том же году образован трест «Снежноеантрацит».
27 октября 1938 года посёлки Снежнянского района: Снежное (население в 1939 году — 16 156 чел.) и посёлок шахты № 18 имени Сталина (население в 1939 году — 12 551 чел.) отнесены к разряду городов районного подчинения, последний переименован в Новый Донбасс. Тогда же к разряду пгт отнесены следующие населённые пункты, находящиеся сейчас в составе Снежного: пгт Политотдельский, пгт шахты № 19, пгт Ремовка (до 1920-х — шахта № 23), пгт Ореховский (до того — посёлок шахты № 8).
В 1939 году за значительное перевыполнение плановых заданий по угледобыче и высокие показатели цикличности коллектив шахты № 9 был награждён орденом Ленина, а шахты № 10 — орденом Трудового Красного Знамени.
31 октября 1941 года советские органы и войска оставили город, оккупирован германскими войсками.
1 сентября 1943 года города Снежное и Новый Донбасс, освобождён от германских войск советскими войсками Южного фронта в ходе Донбасской операции:
- 5-й ударной армии в составе: 55-го ск (генерал-майор Ловягин, Пётр Ермолаевич) в составе: 87-й Перекопской Краснознамённой стрелковой дивизии (подполковник Иванов, Георгий Степанович), 126-й сд (полковник Казарцев, Александр Игнатьевич); части войск 40-й гвардейской стрелковой дивизии (полковник Казак, Дмитрий Васильевич) 31-го гв. ск (генерал-майор Утвенко, Александр Иванович)[9].
- На улице, названной в честь Карапетяна, Асканаза Георгиевича, установлена мемориальная доска.

После войны в городе сооружён ряд шахт, заводы химического машиностроения, керамзитового гравия, швейная и кожгалантерейная фабрики и другие.
Основные изменения административно-территориального деления Снежного после войны:
- 15 июля 1957 года пгт шахты № 19 Снежнянского района присвоено наименование Тимирязевское (с 1962 — в составе Снежного), в состав Тимирязевского включены также посёлки шахт № 21 и № 27 Тимирязевского поссовета.
- 30 декабря 1962 года в городскую черту города Снежное включены городские поселения: город Новый Донбасс (население в 1959 году — 16 250 чел.), пгт Политотдельский (население в 1959 году — 8 079 чел.) и пгт Тимирязевское (население в 1959 году — 8 873 чел.), сам город Снежное отнесён к разряду городов областного подчинения[10].
- 8 января 1963 года в городскую черту города Снежное включены посёлки городского типа: пгт Ремовка (население в 1959 году — 5 989 чел.), пгт Орехово (население в 1959 году — 6 075 чел.), а также посёлки сельского типа Запрудное (упразднённого Ремовского поссовета) и Кременное (упразднённого Ореховского поссовета).
- 21 декабря 1977 года снят с учёта и упразднён посёлок Плёсово (до 30 мая 1958 года — посёлок Леонтьево-Байракского лесничества Ново-Донбасского горсовета) Снежнянского городского совета.
- 10 мая 1978 года в городскую черту города Снежное включены посёлки Овсяное и Лески Снежнянского городского совета общей площадью 77 га.
- 21 ноября 1979 года в городскую черту города Снежное включены посёлки (бывшего Политотдельского поссовета) Земляничное (до 30 мая 1958 года — посёлок шахты № 15 «Основная») и Кленовое (до 30 мая 1958 года — посёлок шахты № 16 «Основная») Снежнянского городского совета общей площадью (с прилегающими землями) 194 га.
- С конца 1960-х годов до начала 1990-х годов построен микрорайон «Черёмушки» (на 7 000 человек).

В 1997 году два находившихся в городе ПТУ № 128 и ПТУ № 17 объединили в ПТУ № 128.
В 2014 году город был взят под контроль самопровозглашённой Донецкой Народной Республики. 15 июля 2014 года в ходе войны в Донбассе по городу совершён авиаудар — погибли двенадцать мирных жителей. 17 июля неподалёку российским «Буком» был сбит самолёт малайских авиалиний Boeing-777 с 283 пассажирами и 15 членами экипажа на борту. Все люди, находившиеся в самолёте, погибли.

## География
Город расположен на востоке Донецкой области, граница с Луганской областью подходит к его северо-восточным окраинам.
Соседние населённые пункты по странам света
С: Садово-Хрустальненский и Грабово
СЗ: Пелагеевка
СВ: Коренное — в Луганской области
З: город Торез (примыкает)
В: Зрубное
ЮЗ: Мануйловка, Петровское
ЮВ: Латышево, Дмитровка
Ю: Степановка, Мариновка

## Население
Население городского совета на 1 октября 2021 года — 64 069 чел. С 1992 года население города сократилось более, чем на 33 %.
Количество на начало года.
| Год  | Количество жителей |
| ---- | ------------------ |
| 1820 | 360                |
| 1873 | 374                |
| 1897 | 503                |
| 1913 | 863                |
| 1923 | 664                |
| 1939 | 28707              |
| 1959 | 70940              |
| 1965 | 71000              |
| 1970 | 63981              |
| 1975 | 68200              |
| 1979 | 65767              |
| 1987 | 68000              |
| 1989 | 68857              |
| 1991 | 68900              |
| 1992 | 69000              |
| 1994 | 68600              |
| 1998 | 63600              |
| 2002 | 58496              |
| 2003 | 56764              |
| 2004 | 55280              |
| 2005 | 54131              |
| 2006 | 52999              |
| 2007 | 52091              |
| 2008 | 51153              |
| 2009 | 50398              |
| 2010 | 50058              |
| 2011 | 49564              |
| 2012 | 49095              |
| 2013 | 48485              |
| 2014 | 48003              |
| 2015 | 47457              |
| 2016 | 47296              |
| 2017 | 47259              |
| 2018 | 46704              |
| 2019 | 46377              |
| 2020 | 46092              |
| 2021 | 45966              |

Рождаемость — 6,2 на 1000 жителей, смертность — 20,6, естественная убыль — −14,4, сальдо миграции отрицательное (–7,3 на 1000 жителей).
Рейтинг города (по численности населения) по состоянию на 1 января 2015 года:
| Место в Европе | Место в бывшем СССР | Место на Украине | Место в области |
| -------------- | ------------------- | ---------------- | --------------- |
| 1764           | 600                 | 88               | 16              |

Украинский язык согласно переписи в быту использует 15,4 % населения.
Национальный состав города, по данным переписи населения 2001 года
| N | Национальность | Количество | Уд. вес (%) |
| - | -------------- | ---------- | ----------- |
| 1 | Украинцы       | 42624      | 51,33       |
| 2 | Русские        | 37430      | 45,07       |
| 3 | Белорусы       | 797        | 0,96        |
| 4 | Татары         | 738        | 0,89        |
| 5 | Армяне         | 172        | 0,21        |
| 6 | Греки          | 126        | 0,15        |
|   | Всего          | 83046      | 100,00      |

## Административное деление
- Андреевский поселковый совет
- пгт Бражино
- Горняцкий поселковый совет
- Залесненский поселковый совет
- пгт Лиманчук
- Мочалино
- пгт Никифорово
- пгт Орехово
- Первомайский поселковый совет
- пгт Первомайское
- пгт Победа
- пгт Северный поселковый совет
- Суховское

## Экономика
Добыча каменного угля (ГП «Снежноеантрацит») — добыча угля в 2003 году — 442 тыс. тонн.
Машиностроительные заводы:
- Снежнянский завод химического машиностроения (ГП «Снежнянскхиммаш») — предприятие специализируется на изготовлении сосудов, работающих под давлением;
- Снежнянский машиностроительный завод (ДФ ООО «Авиатех»);
- шахта «Заря» ГП «Торезантрацит»;
- шахта «Ударник»;
- фабрика по производству брикетов бытового топлива (строится).

Предприятия пищевой промышленности:
- Колбасная фабрика;
- Хлебокомбинат.

## Транспорт
Железнодорожный транспорт представлен двумя действующими вокзалами и двумя действующими остановками поезда:
- Железнодорожная станция Софьино-Бродская (17 км)
- о.п. 15 км
- Мочалинский (12 км)
- о.п. 9 км

Закрытая станция:
- Бесчинская (25 км).

Также есть закрытые о.п.:
- о.п. Больница (19 км)
- о.п. 21 км

Городской транспорт: В городе работает 16 маршрутов общественного транспорта, представленного автобусами и маршрутными такси.
Городские автобусные маршруты:
- 1 «АС городская — ш. Северная»
- 2 «АС городская — ш. Восход»
- 3 «АС городская — ш. Суховская»
- 4-А «АС междугородняя — ЦОФ Киселёва» (ч/з ул. 250 Лет Донбасса, Фрунзе)
- 6 «АС городская — п. Андреевка»)
- 7 «АС городская — п. Весёлое»
- 8 «АС городская — ш. 104»
- 9 «АС городская — ш. 1»
- 10 "АС междугородняя — ш. 2 — п. Победа
- 11 «Центр. рынок — АС городская — п. Первомайский»
- 14 «АС городская — Центр. рынок — п. Ремовка»
- 14-А «АС междугородняя — АС городская — п. Ремовка»
- 15 «АС междугородняя — ш. 8-9»
- 17 «АС городская — ЦГБ — ЖДВ — АС междугородняя»
- Снежное-Торез (кольцевой) «АС городская — АС Торез — ш. Заря — АС междугородняя — АС городская»

Междугородний транспорт
Автобусным сообщением город связан со многими городами области и Россией. Курсируют автобусные рейсы до КПП «Марьинка», «Майорск» и «Гнутово»

## Финансы
Экспорт товаров в 2003 году — 2,2 млн долларов США. Объём произведённых услуг в 2003 году — 9,4 млн гривен. Коэффициент безработицы — 5,7 %. Среднемесячная зарплата в 2003 году — 396 гривен.

## Инфраструктура и достопримечательности
В 2002 году в Снежном открылся филиал Донбасской государственной машиностроительной академии. 4 профессионально-технических училища, горный техникум. Больница; 17 общеобразовательных и 8 начальных и вечерних школ, 17 детсадов, 9 библиотек, 16 клубов.
Среди них:
- Централизованная библиотечная система
- Клуб посёлка Андреевка
- ДК имени Крупской
- Дом Творчества учащихся и молодёжи
- Снежнянская музыкальная школа
- Клуб имени Пушкина
- Клуб имени Франко
- Клуб «Колос»
- Кинотеатр «Снежинка»
- ДК имени Шевченко
- Саур-могила
- Стела у дороги на шахту «Северная» (т. н. «Памятник белому медведю»)
- ДК имени Горького
- Музей боевой славы
- Девятовский ставок
- Клуб имени Льва Толстого

## Природа
- Урочище Леонтьево-Байракское
- Ставок «Лески»
- Ставок «Грушовский»
- Ставок «Девятовский»
- Ставок «Мочалинский»

## Фото города

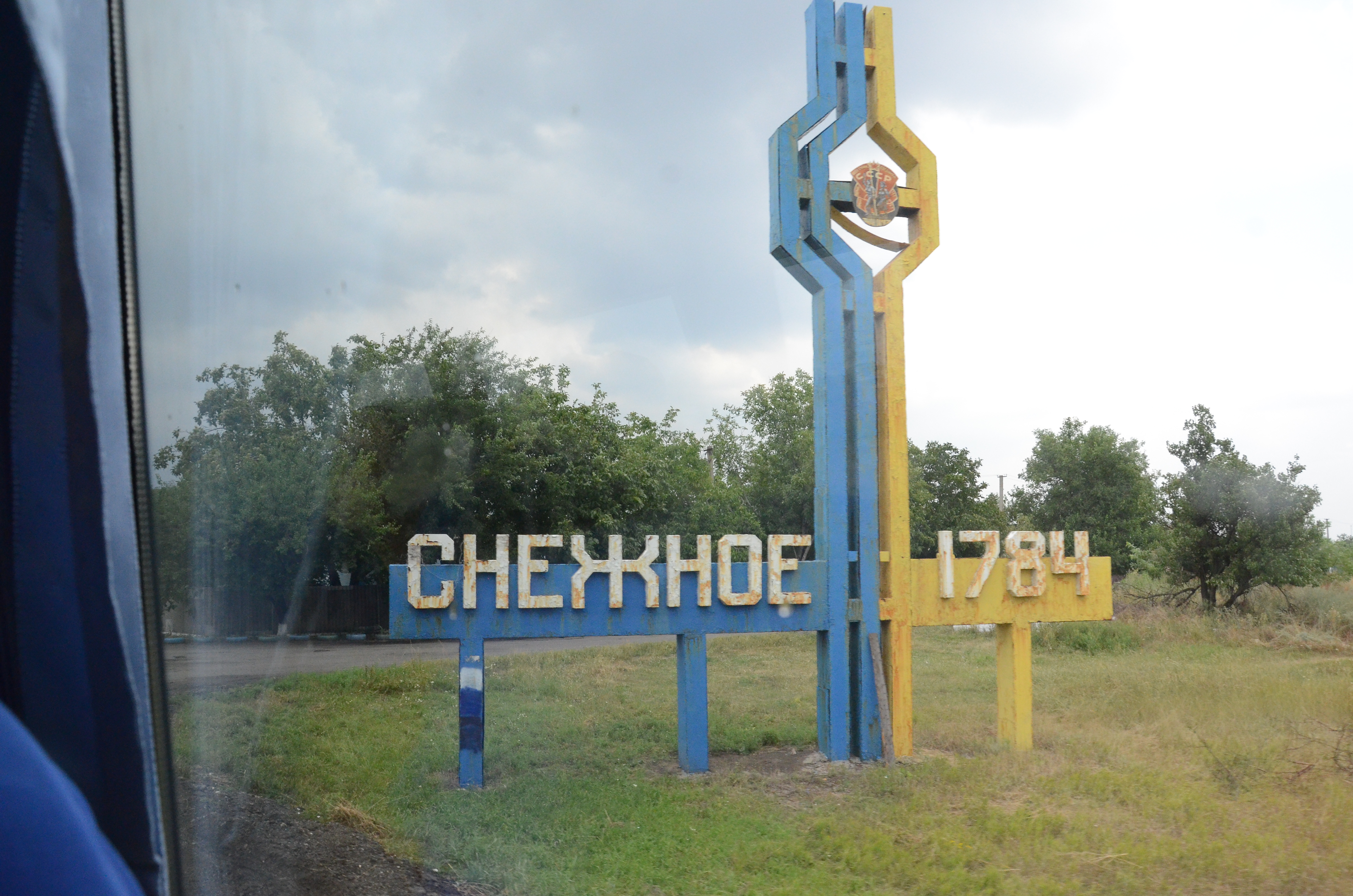
Стелла при въезде в город
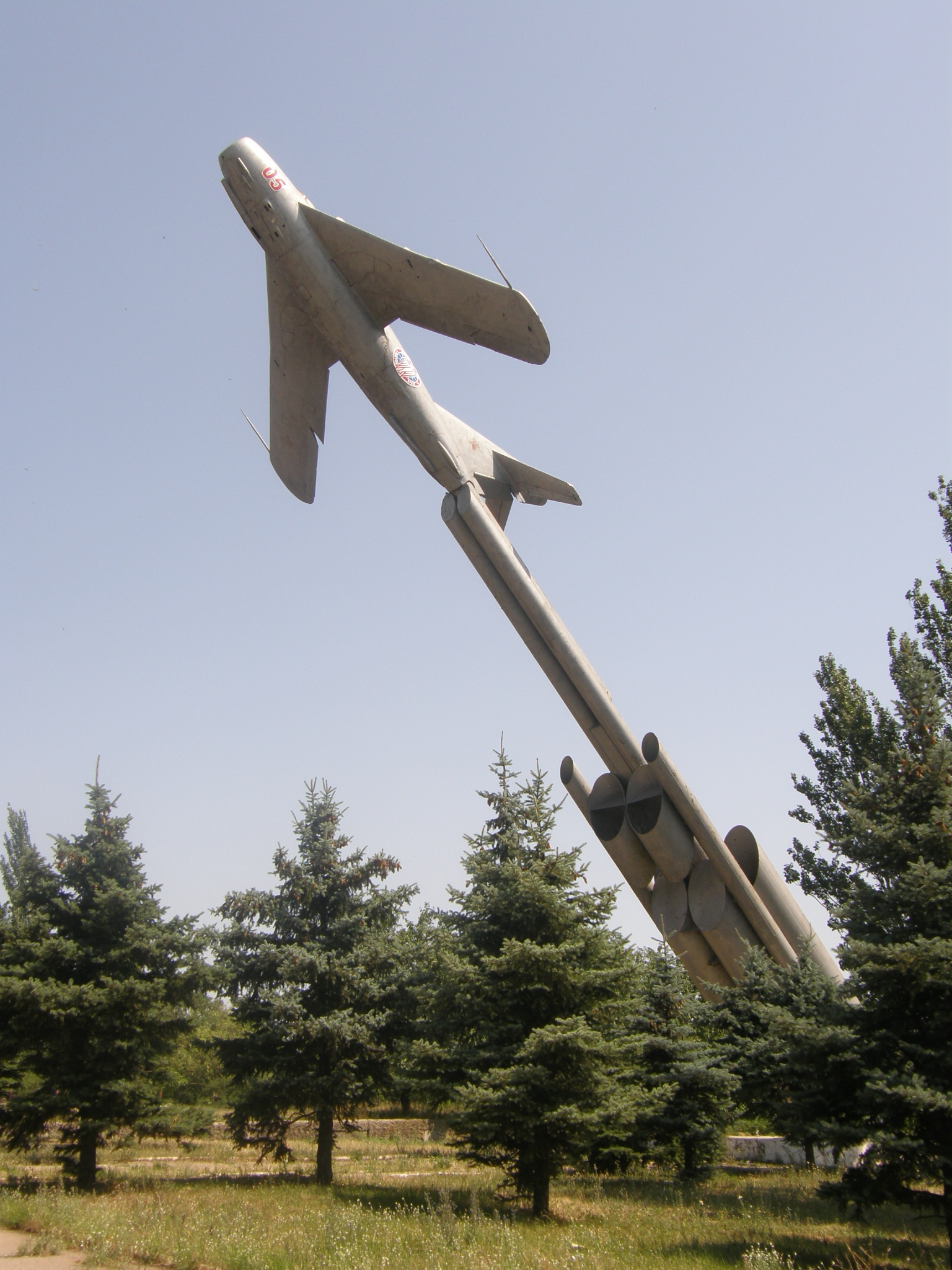
Памятник Гагарину
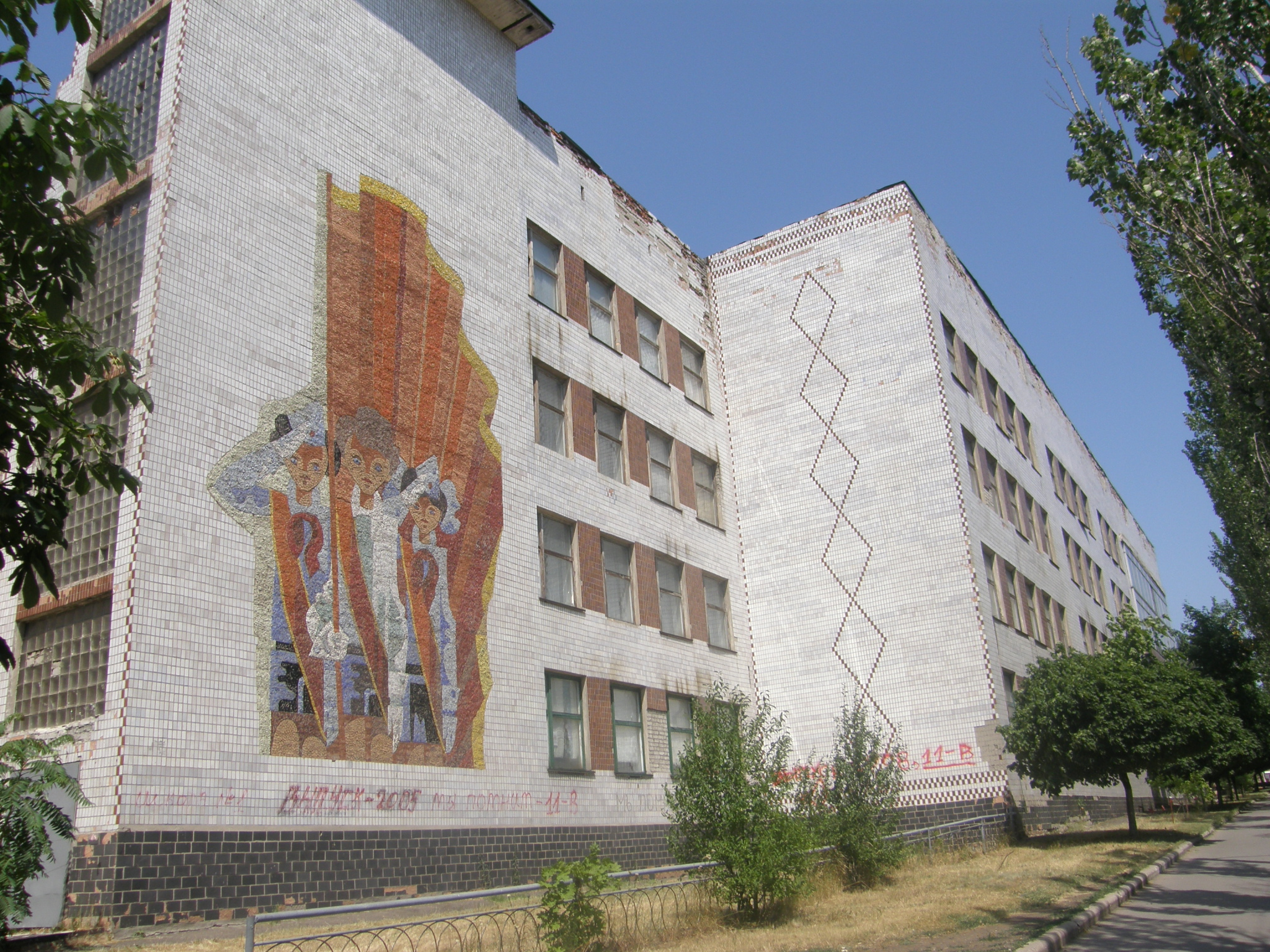
Школа №1
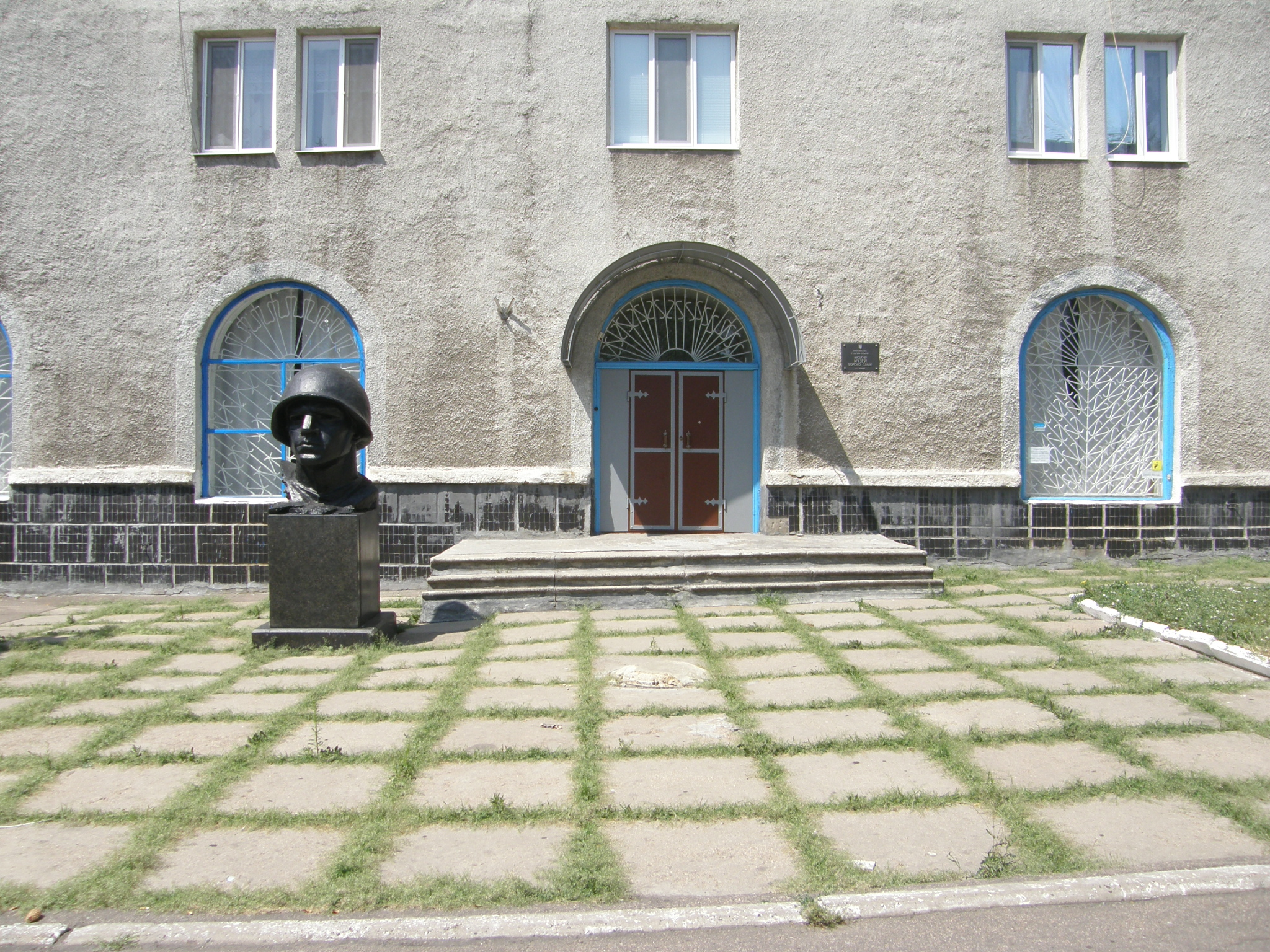
Снежнянский музей боевой славы
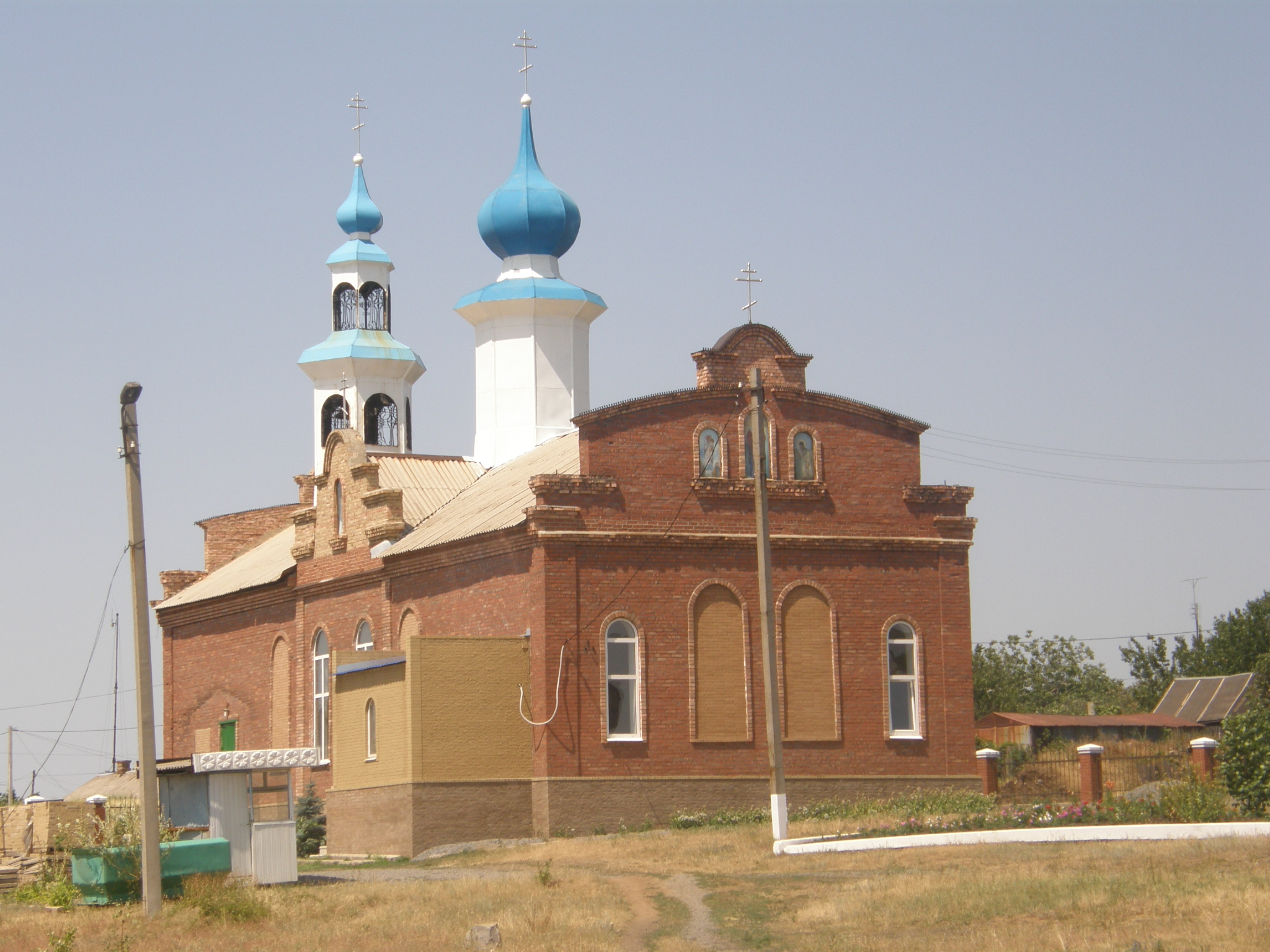
Храм на 10 шахте
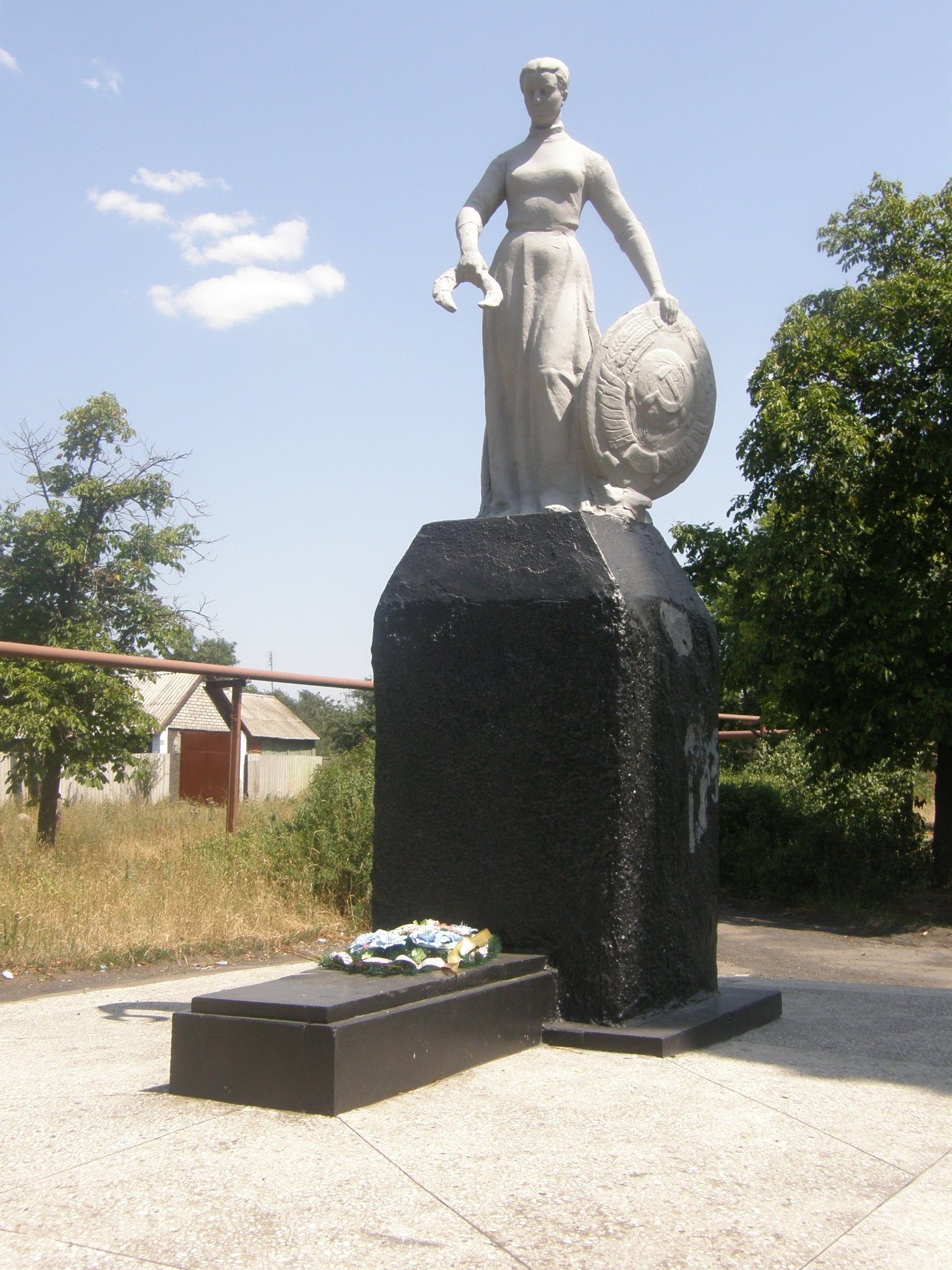
Памятник лётчицам
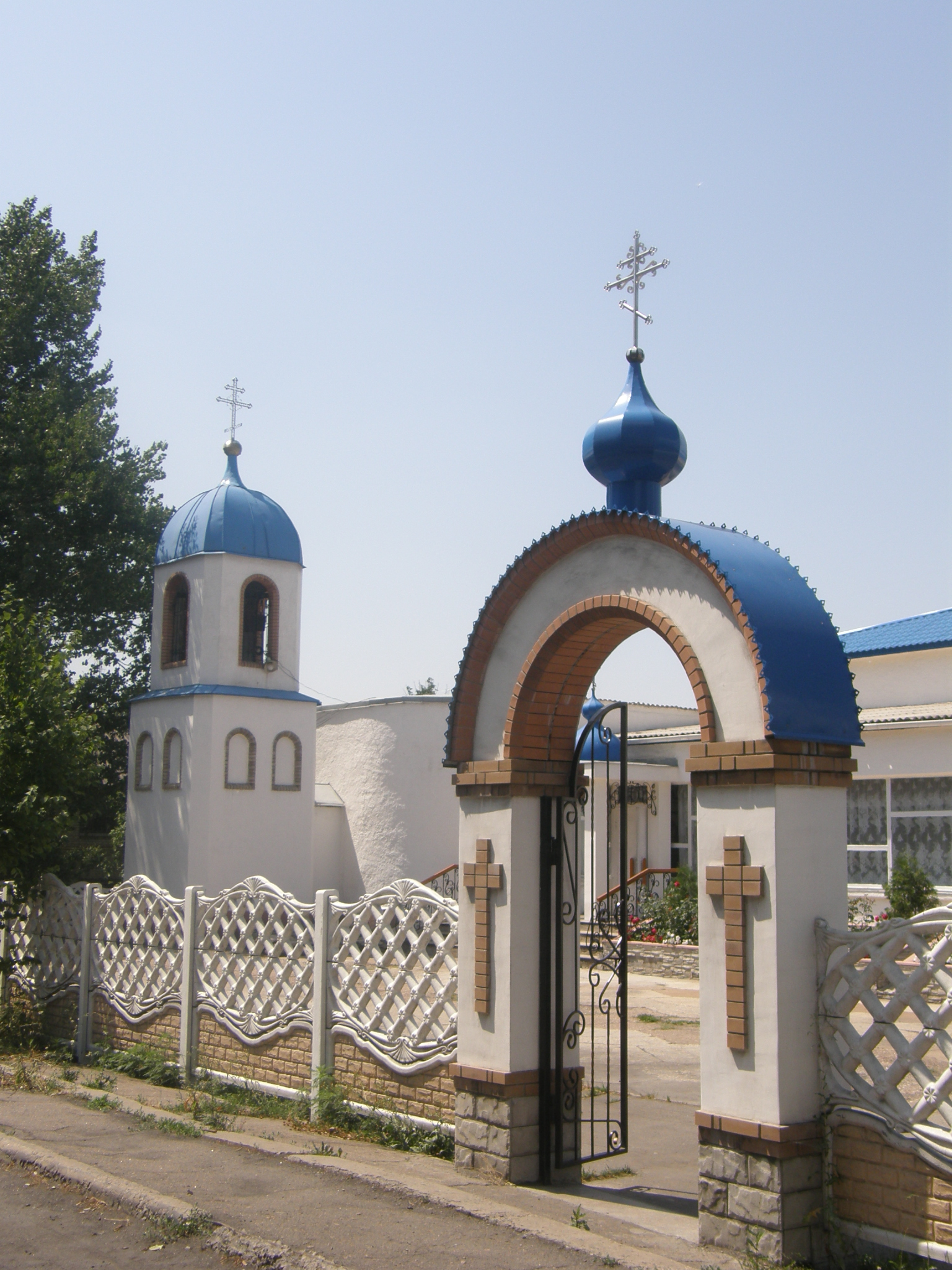
Свято-Дмитриевский храм
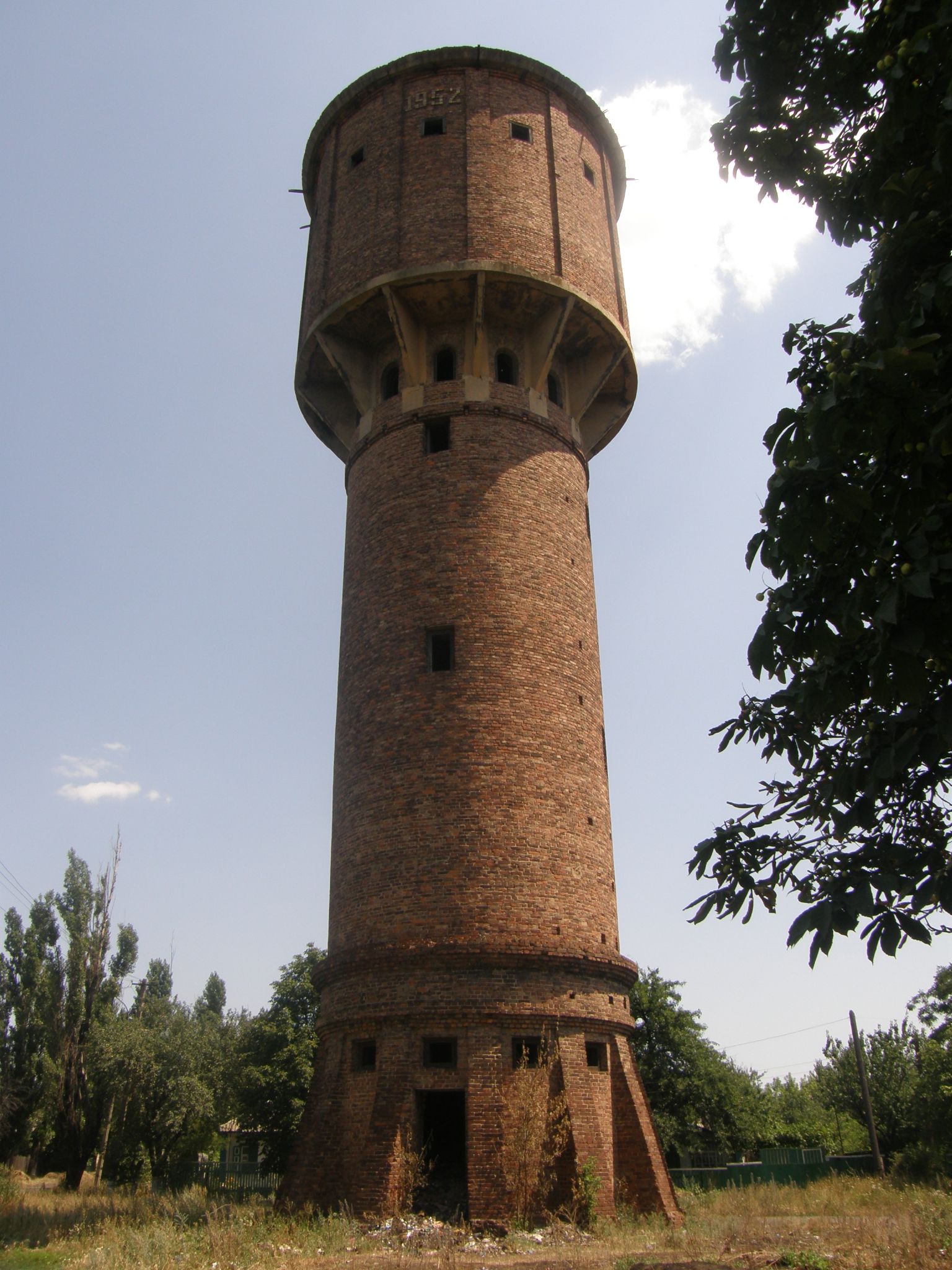
Водонапорная башня
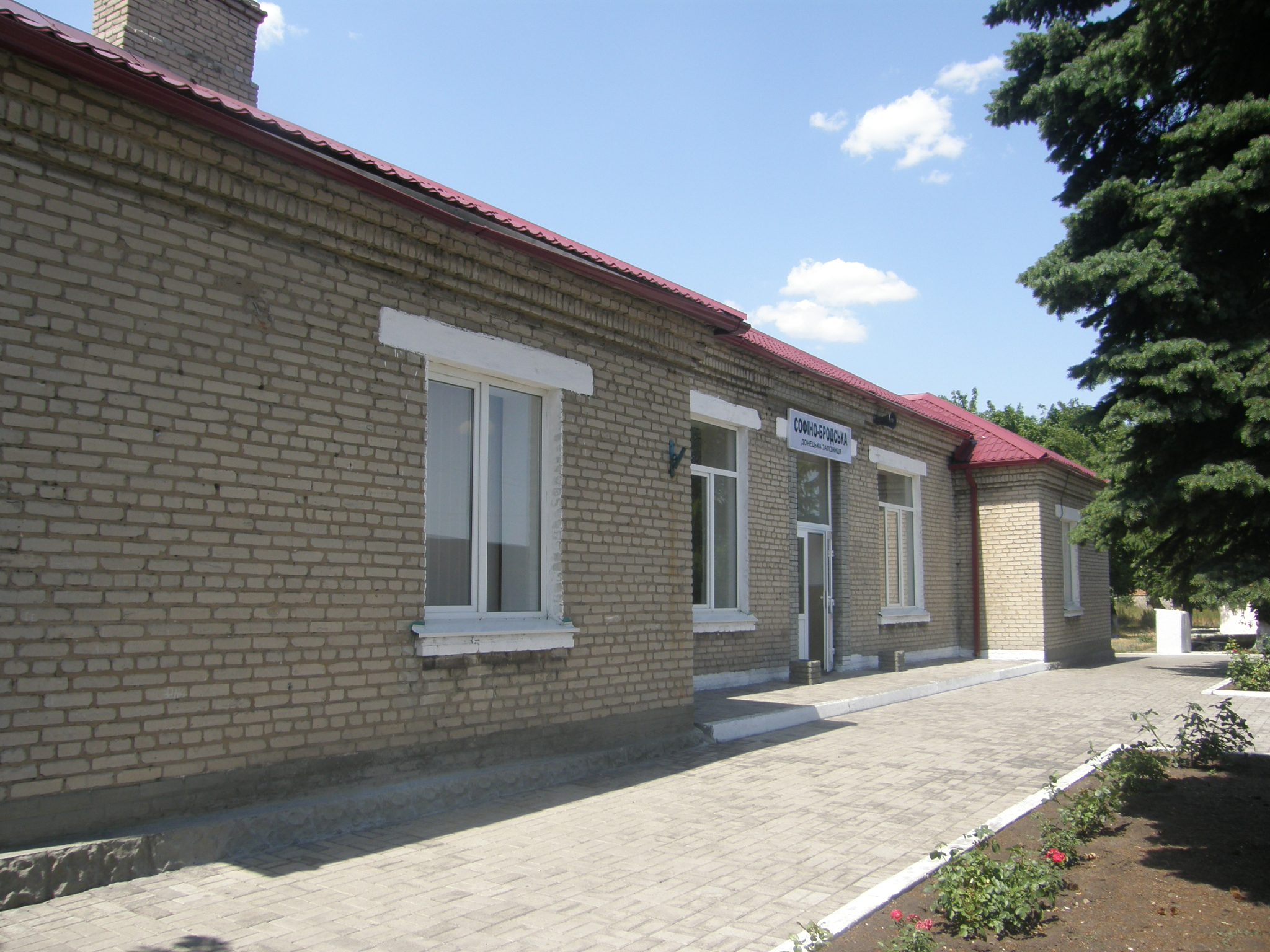
Железнодорожная станция «Софьино-Бродская»
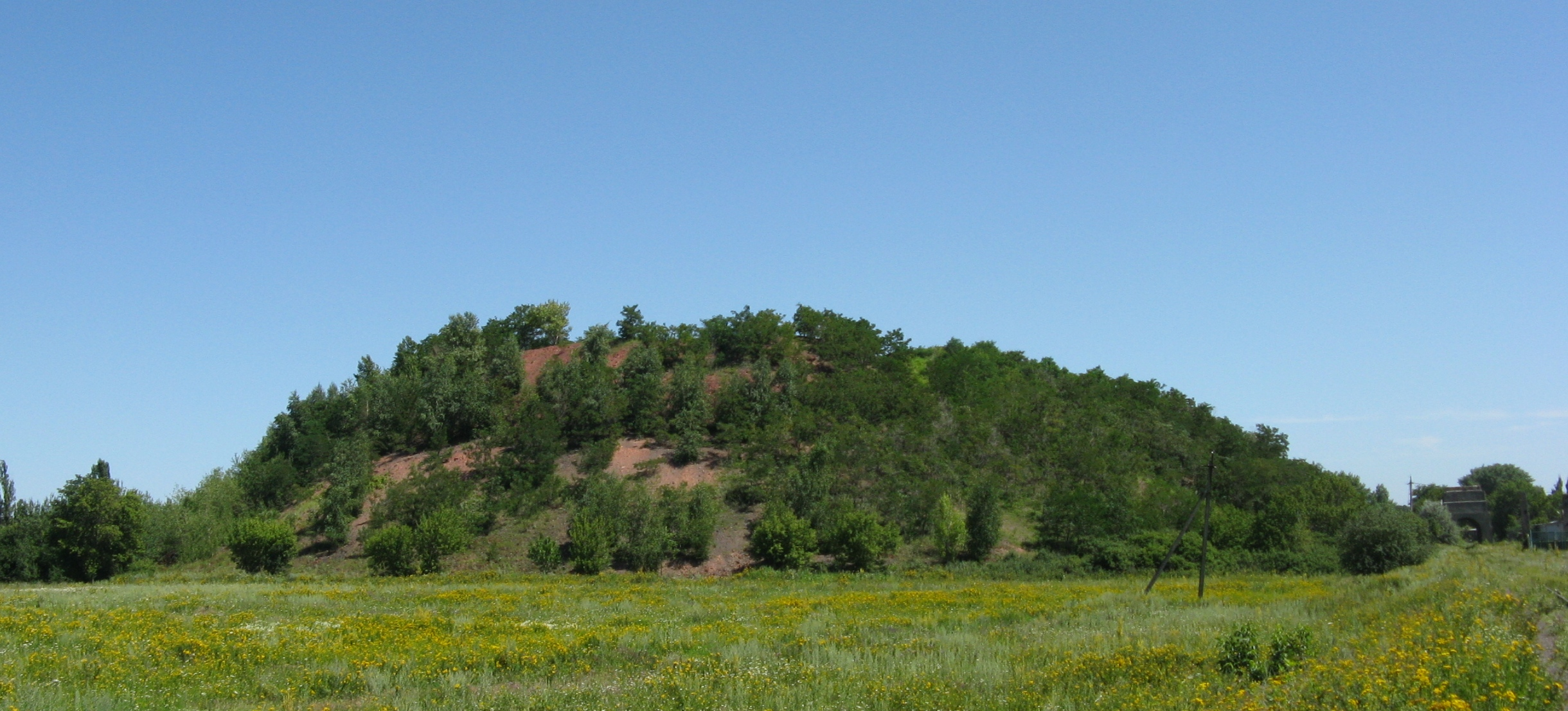
Террикон шахты 15 бис, на котором проведено озеленение (рекультивация)